# Колазанте (Пескара)
Колазанте (итал. Colasante) је насеље у Италији у округу Пескара, региону Абруцо.
Према процени из 2011. у насељу је живело 46 становника. Насеље се налази на надморској висини од 449 м.